# ʬ
ʬ est un symbole phonétique utilisé dans les extensions de l’alphabet phonétique international pour représenter une consonne percussive bilabiale, c’est-à-dire le son produit lors d’un baiser audible.

### Sources
- International Phonetic Association, « extIPA symbols for disordered speech », 2015